# Зміїногорське міське поселення
Зміїного́рське міське поселення (рос. Змеиногорское городское поселение) — міське поселення у складі Зміїногорського району Алтайського краю Росії.
Адміністративний центр — місто Зміїногорськ.

## Історія
Станом на 2002 рік окремо існувала Лазурська сільська рада (село Лазурка), яка підпорядковувалась Зміїногорській міській раді обласного підпорядкування (місто Зміїногорськ). Після адміністративної реформи 2006 року був утворений Зміїногорський міський округ (місто Зміїногорськ, село Лазурка). 2008 року він був ліквідований, територія увійшла до складу Зміїногорського району у якості міського поселення.

## Населення
Населення — 10475 осіб (2019; 11155 в 2010, 11917 у 2002).

## Склад
До складу міського поселення входять:
| Населений пункт     | Населення, осіб (2002) | Населення, осіб (2010) |
| ------------------- | ---------------------- | ---------------------- |
| Зміїногорськ, місто | 11625                  | 10955                  |
| Лазурка, село       | 292                    | 200                    |